# John Peter Van Ness

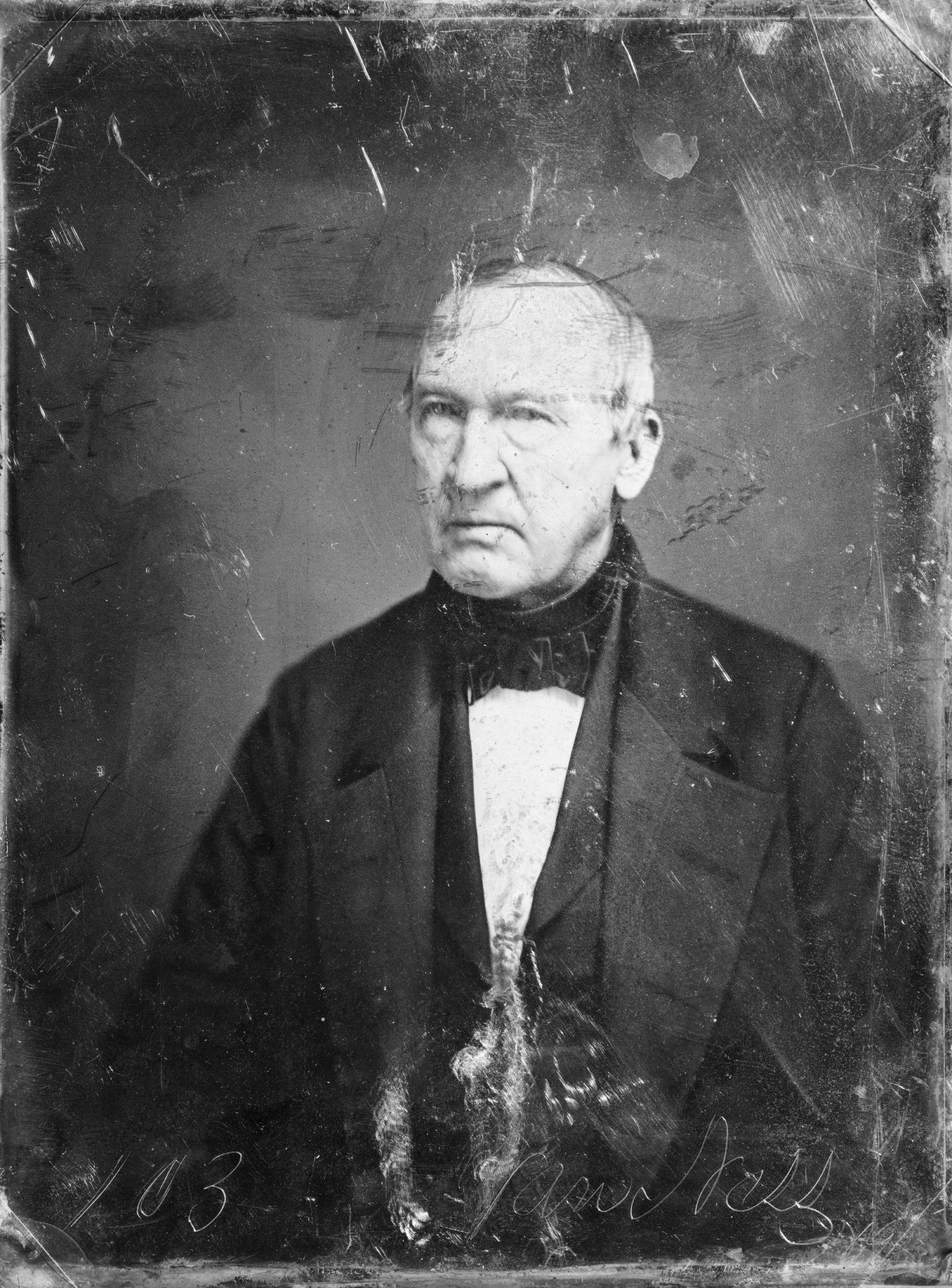
John Peter Van Ness

John Peter Van Ness (* 1770 in Ghent, Columbia County, Provinz New York; † 7. März 1846 in Washington, D.C.) war ein US-amerikanischer Politiker. Zwischen 1801 und 1803 vertrat er den Bundesstaat New York im US-Repräsentantenhaus. Außerdem war er von 1830 bis 1834 Bürgermeister der Bundeshauptstadt Washington.

## Leben und Wirken
John Van Ness besuchte vorbereitende Schulen und das Columbia College in New York City. Nach einem anschließenden Jurastudium wurde er als Rechtsanwalt zugelassen. Er hat aber nicht als Jurist gearbeitet. Politisch schloss er sich der Demokratisch-Republikanischen Partei von Thomas Jefferson an.
Nach dem Rücktritt des Abgeordneten John Bird wurde Van Ness bei der fälligen Nachwahl als dessen Nachfolger in das US-Repräsentantenhaus in Washington gewählt, wo er am 6. Oktober 1801 sein neues Mandat antrat. Dieses bekleidete er bis zum 17. Januar 1803. An diesem Tag wurde sein Sitz als vakant erklärt. Der Hintergrund war seine Ernennung zum Major der Miliz des Bundesbezirks District of Columbia durch Präsident Jefferson. Die Verfassung erlaubte aber nicht die gleichzeitige Ausübung eines Bundesamtes und eines Mandats im Kongress. Daher musste er seinen dortigen Sitz aufgeben.
Nach dem Ende seiner Zeit als Kongressabgeordneter blieb John Van Ness in der Bundeshauptstadt, wo er in der Miliz des Bundesdistrikts seine Laufbahn fortsetzte. Bis zum Jahr 1813 brachte er es bis zum Generalmajor. Im Jahr 1829 wurde er in den Stadtrat von Washington gewählt. Zwischen 1830 und 1834 amtierte er dort als Bürgermeister. Im Jahr 1833 war er als zweiter Vizepräsident Vorstandsmitglied der Washington National Monument Society und 1834 war er Präsident der Kommission für den Washington City Canal. Außerdem stieg er in das Bankgewerbe ein. Er wurde Präsident der Washingtoner Filiale der Second Bank of the United States. Bereits seit 1814 bis zu seinem Tod leitete er die National Metropolitan Bank. Er war Sklavenhalter. Überdies machte er sich als Philanthrop einen Namen. Seit 1802 war er mit Marcia Burns (1782–1832) verheiratet. Er starb am 7. März 1846 in Washington, wo er auf dem Oak Hill Cemetery beigesetzt wurde.
Ihm zu Ehren sind eine Grundschule in Washington, eine U-Bahnstation und eine Straße benannt.